# Johan Adolf Gerelius
Johan Adolf Gerelius, född 1780, död 1854, var en svensk ämbetsman.

## Biografi
Gerelius var filosofie magister och blev protokollsekreterare vid Krigsexpeditionen. 
Han reste 1819 till London och studerade där den Lancasterska undervisningsmetoden och skrev boken Det brittiska el. Lancasterska uppfostringssystemet, som utkom påföljande år. Gerelius var en av dem, som 1822 stiftade Sällskapet för växelundervisningens befrämjande och visade sitt intresse för denna metod, genom att ge ut skrivtabeller och från England införa skiffertavlor för undervisning.
Han gav även ut en skrift om rättsfilosofi och straffrätt. 